# Dynalens
Dynalens es un estabilizador óptico inventado en los años 60 del siglo XX por el científico español Juan de la Cierva y Hoces por el que obtuvo el Óscar cinematográfico a la mejor contribución técnica a la industria cinematográfica en 1969. Permitía que las imágenes no aparecieran movidas cuando el soporte se movía.
Fue patentado por de la Cierva en 1963 y, hasta empezar a utilizarse en la industria cinematográfica, su uso más extendido lo fue por el ejército de EE. UU., principalmente para filmaciones aéreas.
Dynalens fue uno de los productos de la empresa Dynasciences Corporation, de la que de la Cierva fue cofundador en 1959.
En 1970 era un artefacto externo a la máquina y caro.

De acuerdo con el propio de la Cierva, ese mismo año ya estaba trabajando en un Dynalens "fijo", aplicable a cualquier máquina fotográfica o cámara de cine.

## Descripción
El Dynalens  era un estabilizador óptico utilizado para eliminar los efectos no deseados de movimiento, vibraciones y desenfoque de las cámaras.
Es uno de los numerosos sistemas inerciales ópticos y electroópticos diseñados por Dynasciences Corporation, utilizado para cámaras y otros sistemas ópticos instalados en helicópteros u otras aeronaves.
En la industria cinematográfica fue utilizado por primera vez en la película Tora! Tora! Tora!.
Es el sistema en que se basaron los posteriores desarrollos de sistemas de estabilización de imagen para sistemas ópticos.

## Premios
| Año  | Categoría                                                                     | Resultado |
| ---- | ----------------------------------------------------------------------------- | --------- |
| 1970 | Por la mejor contribución técnica a la industria cinematográfica durante 1969 | Ganador   |

Fue el primer Óscar al Mérito Técnico que recibe un español y también la primera estatuilla de Hollywood que recibió un español en cualquier categoría. Dynalens fue utilizado en numerosos documentales y películas a lo largo de 1969.
El segundo Óscar al mérito técnico cinematográfico que recibe un español fue en 2008 para Next Limit Technologies, compañía de software con base en Madrid, España, que creó un software multiplataforma de simulación de partículas y un software de simulación de iluminación.